# Hydra (Toto)
| Recensione | Giudizio |
| ---------- | -------- |
| AllMusic   |          |

Hydra è il secondo album in studio del gruppo musicale statunitense Toto, pubblicato nell'ottobre del 1979 dalla Columbia Records. L'album non è riuscito a replicare le vendite del debutto, producendo come unico singolo di successo 99, che entrò nella top 30 della Billboard Hot 100 negli Stati Uniti, mentre St. George and the Dragon e All Us Boys fallirono l'accesso in classifica.

## Riscontro di critica e pubblico
Il portale AllMusic ha ipotizzato che il minor successo ottenuto dal secondo album rispetto al primo era dato dalla mancanza di un sound riconoscibile in entrambi i lavori, che avrebbe consentito agli ascoltatori di identificare immediatamente la proposta sonora dei Toto. Quest'album infatti presenta un sound maggiormente hard rock e meno vario rispetto a quello adottato nel debutto l'anno precedente. AllMusic ha inoltre suggerito che la maggior parte del pubblico non aveva familiarità con il film THX 1138, su cui si basava l'idea dietro 99, per cui ha indotto la gente a trovare i testi irrimediabilmente astrusi, impedendo alla canzone di diventare un grande successo come avrebbe potuto essere.

## Tracce
1. Hydra (D. Paich, S. Porcaro, J. Porcaro, S. Lukather, B. Kimball, D. Hungate) – Voce: David Paich – 7:31
2. St. George and the Dragon (D. Paich)  – Voce: Bobby Kimball – 4:44
3. 99 (D. Paich) – Voce: Steve Lukather – 5:16
4. Lorraine (D. Paich) – Voce: David Paich – 4:46
5. All Us Boys (D. Paich) – Voce: David Paich – 5:02
6. Mama (D. Paich, B. Kimball) – Voce: Bobby Kimball – 5:14
7. White Sister (D. Paich, B. Kimball) – Voce: Bobby Kimball – 5:38
8. A Secret Love (S. Porcaro, D. Paich, B. Kimball) – Voce: Bobby Kimball – 3:07

### Hydra
Il brano è uno dei più conosciuti, anche se non fu estratto come singolo ne venne girato un videoclip molto simile a quello di St. George and the Dragon. Per anni è stato il pezzo più lungo registrato dalla band, con i suoi 7 minuti e mezzo, prima che la lunghezza fosse superata nel 1999 da High Price Of Hate con i suoi 9 minuti. Con questa canzone il gruppo usava aprire i concerti dell'omonimo tour; nel 1982 era brano di metà scaletta, venne poi riproposto nel 1992 per il Kingdom Of Desire World Tour. Dopo questi tour la canzone è stata usata nei concerti dalla band durante gli ultimi anni solo come parte di vari medley. Nel tour estivo del 2012, il pezzo è tornato nella sua versione intera in scaletta tra i primi brani in esecuzione.

### St. George and the Dragon
La canzone fu scritta da David Paich, estratta come secondo singolo dell'album non ebbe però molto successo. Il brano fu eseguito soltanto nell'Hydra World Tour. Per il suo testo è collegabile al precedente brano Hydra, tramite alcuni riferimenti che portano a pensare al paragone tra la storia di San Giorgio contro il drago e quella tra Ercole e l'Hydra. Anche questo brano è tornato nella scaletta del tour estivo del 2012, eseguito proprio dopo Hydra.

### 99
Singolo trainante dell'album, il testo scritto da David Paich è ispirato al noto film THX 1138 di George Lucas. Nel film, a ogni persona corrisponde un numero anziché un nome e un cognome. Il brano parla di una storia d'amore finita. Il singolo arrivò al 26º posto della Billboard Hot 100. Il brano è stato quasi sempre eseguito dalla band durante i tour, anche se Steve Lukather ha dichiarato che questo è il pezzo dei Toto che gradisce meno.

### Lorraine
Brano scritto da David Paich e dedicato a sua moglie Lorraine Paich, che David sposò quell'anno. Musicalmente anche questo brano, come Angela dall'album precedente, segue influenze più vicine alla musica classica con un ritornello invece più vicino al sound westcoast. Questo brano non è mai stato eseguito dal vivo dalla band.

### All Us Boys
Il terzo e ultimo singolo tratto dall'album non ebbe particolare successo. Si tratta dell'unico brano di questo disco eseguito anche durante il primo tour della band. Il testo simboleggia un inno giovanile al divertimento.

### Mama
Brano scritto da David Paich e dedicato a sua madre morta quell'anno. A proposito della canzone, Paich disse che in quel periodo scoraggiato dalla perdita della madre, la quale aveva sempre creduto in lui e nella band e aveva inoltre dato anche un contributo economico per il primo album del gruppo, decise di dedicarle questo brano ispirato da Money dei Pink Floyd. Il pezzo è quasi uno di quelli simbolo della band, eseguito regolarmente fino al Fahrenheit World Tour, nei tour di fine anni novanta e inizio anni 2000 fu usato nei medley.

### White Sister
Il brano con sonorità più rock di tutto l'album, contiene due tra i più bei soli di Lukather, anche questo altro brano è stato eseguito con molta regolarità nei successivi tour, tranne in quelli degli anni novanta fino al 1999, solitamente nell'ultima parte di scaletta.

### A Secret Love
Brano scritto da Steve Porcaro, secondo Paich dedicato alla allora fidanzata di Steve Rosanna Arquette. Si tratta del brano più sperimentale nella carriera della band, si apre con un intro di sintetizzatore il quale ricopre il primo minuto di canzone e finisce sfumando, poi si trasforma in un brano con solo pianoforte e voce, in cui Bobby Kimball offre dimostrazione delle sue doti vocali. La canzone non è mai stata eseguita dal vivo.

## Formazione

### Toto
- Bobby Kimball – voce
- Steve Lukather – chitarra e voce
- David Hungate – basso
- Jeff Porcaro – batteria e percussioni
- David Paich – tastiere e voce
- Steve Porcaro – tastiere e voce

### Altri musicisti
- Michael Boddicker – tastiere
- Roger Linn – sintetizzatori
- Lenny Castro – percussioni
- Marty Paich – arrangiamento strumenti a corda